# Arthur
Arthur je priimek več znanih oseb:
- Beatrice Arthur (1922—2009), ameriška igralka
- Chester Alan Arthur (1829—1886), ameriški general
- Jean Arthur (1900—1991), ameriška igralka
- Stan Arthur (*1935), ameriški admiral